# 天津中车机辆装备
天津中车机辆装备有限公司位于天津市河北区南口东路1号、原津浦铁路和京山铁路的交汇处，目前由中国中车旗下的中车青岛四方车辆研究所控股。公司的业务包括生产铁路客车、货车、内燃机车和电力机车。公司的历史可以追溯到1909年，现存有一幢当时的机修车间，是重点保护等级历史风貌建筑和天津市文物保护单位。

## 名称和隶属变迁
| 时间 | 名称                             | 管辖机构                          |
| ---- | -------------------------------- | --------------------------------- |
| 1911 | 津浦路（西沽）机厂               |                                   |
| 1912 |                                  | 南京临时政府交通部 津浦铁路管理局 |
| 1913 | 天津机器厂                       | 北洋政府交通部津浦铁路局          |
| 1914 | 天津机厂                         | 津浦铁路管理局                    |
| 1937 | 天津铁道工厂                     | 華北交通                          |
| 1946 | 天津机械工厂                     | 津浦铁路局                        |
| 1949 | 天津机厂                         | 铁道部平津铁路管理局              |
| 1959 | 天津机车车辆配件厂               | 中国铁路北京局集团                |
| 1989 | 天津铁路锅炉厂                   | 中国铁路北京局集团                |
| 1986 | 天津机车车辆机械厂               | 中国铁路机车车辆工业总公司        |
| 2002 | 天津机车车辆机械厂               | 中国北车                          |
| 2007 | 天津机辆轨道交通装备有限责任公司 | 中国北车                          |
| 2014 | 天津机辆轨道交通装备有限责任公司 | 中车青岛四方车辆研究所            |
| 2016 | 天津中车机辆装备有限公司         | 中车青岛四方车辆研究所            |

## 历史
本公司的前身为1909年在河西区陈塘庄成立的列车厂，后来在1911年搬迁到了现址并定名为津浦路（西沽）机厂，当地俗称“津浦大厂”或“西沽机厂”。

### 工会

#### 第一次成立
1921年初，北京共产主义小组派出陈为人和张昆弟来到工厂宣传马克思主义和勞工運動的情况；同年11月，中国共产党中央局发出通告，要求“以全力组织全国铁道工会”；到1922年初，天津机厂工会成立。
1922年8月，长辛店的铁路工人发起大罢工，天津铁路工会立即通电声援，本厂的工会也响应号召，参与罢工。在二七大罷工失败后，王荷波和李广义来到天津宣传；随即，本厂工人为抗议吴佩孚，宣布罢工3天。

#### 再次成立
1925年冬，国民革命军击败了李景林后，王麟書前来重新组建津浦铁路总工会天津分会，天津机厂工会得以恢复。1926年1月25日，在近3个月没有领到工资的情况下，本厂的500多名工人包围了时任津浦铁路局长，随后天津火车站和天津机务段的工人也加入了示威；面对多方工人的压力，时任局长被迫同意先发放1个月的工资和当年奖金。一周后，津浦铁路总工会天津分会正式成立。1926年3月，国民革命军被迫撤离天津，奉系重新掌权，褚玉璞任直隶督办，本厂的工人活动转入低潮。
在日本投降后，国民政府接收了本工厂。由于内战爆发，津浦铁路被损毁，沿线的职工也只能“停薪待命”，本工厂也不例外。于是在1946年，沿线将近3000名职工，包括天津工厂的1000多名职工，纷纷前往天津北站附近的津浦铁路管理局请愿，要求复工、发薪；在职工不断地施压下，管理局才答应补发半个月的工资和一个月的粮食。到了当年冬季，一些工人发现工厂高层挪用工厂的物资制作取暖炉，便号召起其他工人，阻拦离开工厂的汽车；最后厂长迫于压力，只好宣布“东西不准拉走”。
到了1947年，于致远（曾长期负责工人运动，后任第三届全国人民代表大会代表）成为该厂工会的领导人。

### 国际合作
1993年起，本厂与伍德沃德公司进行了多轮磋商，但是进展并不理想。
本厂与Sew公司有长期的合作，是Sew公司的第二大铸件供应商。

## 产品
- 北京型柴油机车[7]:第七篇辅业\第二节所属工厂
- 東風11型柴油機車[7]:第七篇辅业\第二节所属工厂
- 东风4型柴油机车[7]:第七篇辅业\第二节所属工厂
- ND5型柴油机车部分零件[7]:第七篇辅业\第二节所属工厂

## 建筑风格
现存的建筑为一层两坡顶大罩棚车间，砖木结构，外立面为琉缸砖清水墙，墙面的砖为竖向砌成，四个角为高出屋檐的砖柱，每个开间由砖砌成的半圆形拱券窗口支撑。

## 图片

津浦路西沽机场旧址侧面
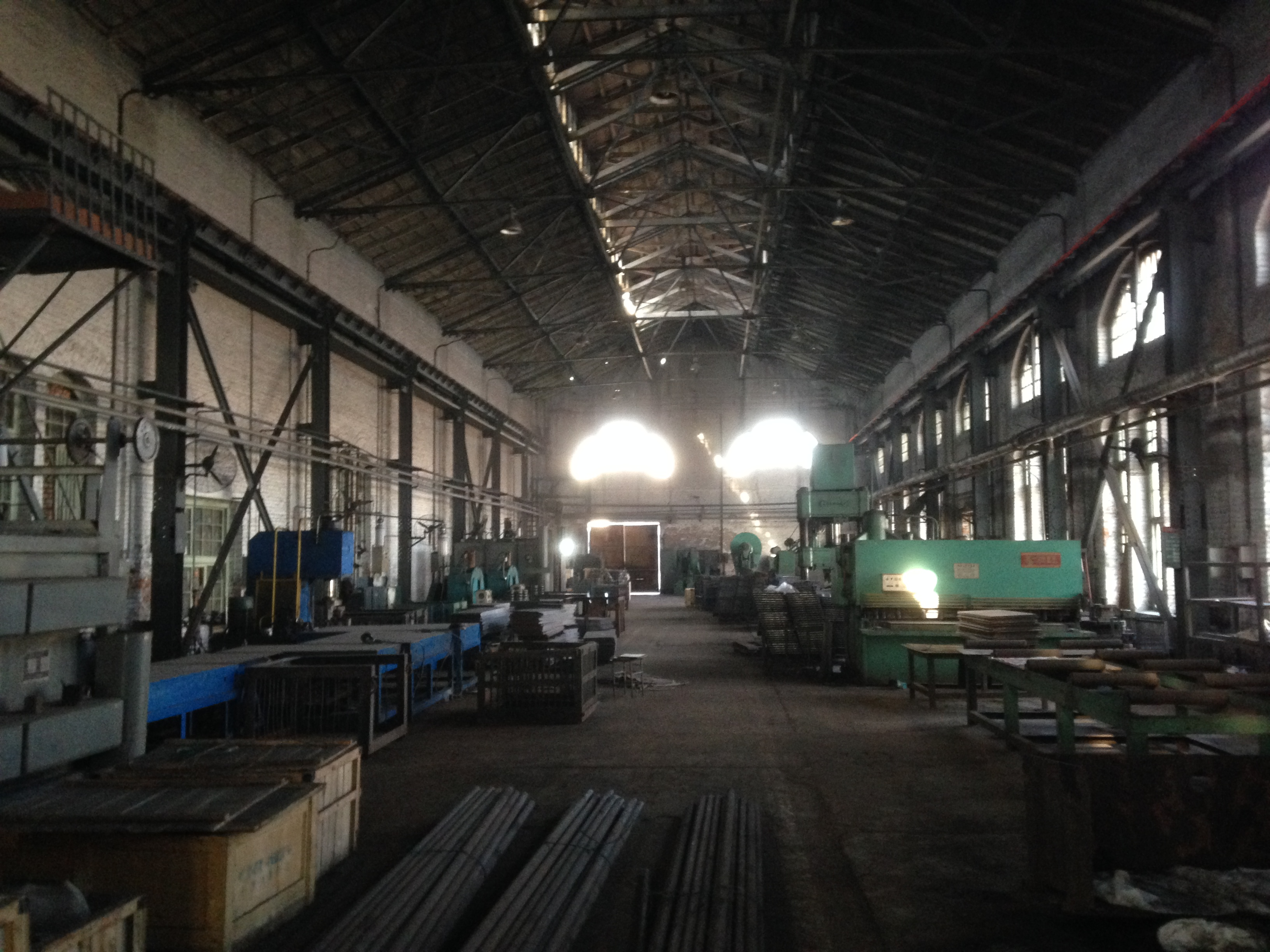
津浦路西沽机场旧址内部